# Boerhavia australis
Boerhavia australis är en underblomsväxtart som först beskrevs av Robert Desmond Meikle, och fick sitt nu gällande namn av Rafaël Herman Anna Govaerts. Boerhavia australis ingår i släktet Boerhavia och familjen underblomsväxter. Inga underarter finns listade i Catalogue of Life.